# George K. Spoor
George Kirke Spoor (* 18. Dezember 1872 in Highland Park, Illinois; † 24. November 1953 in Chicago, Illinois) war ein früher Filmpionier. Zusammen mit Gilbert M. Anderson gründete er 1907 die Filmgesellschaft Essanay in Chicago. Spoor und Anderson entdeckten und förderten eine Reihe von Filmstars, wie etwa Wallace Beery, Francis X. Bushman, Ben Turpin, Gloria Swanson und Charlie Chaplin.

## Leben
Er verließ mit 16 die Schule und ging bei der North-Western-Railroad-Gesellschaft arbeiten. 1894 finanzierte Spoor die Fertigstellung von Edward Hill Amets Magniscope, einer der ersten amerikanischen 35-mm-Film-Projektoren. Spoor und Amet projizierten mit diesem Apparat ein Jahr vor den Brüdern Lumière professionell Filme für größeres Publikum. So weit bekannt, war nur Jean Aimé LeRoy noch früher im Geschäft, zu dem sich Eugène Augustin Lauste gesellt hatte.
1897 gründete Spoor die erfolgreiche Vertriebsgesellschaft Kinodrome in Chicago. Spoor und Amet werden als erste Nachrichtenfilmer der Filmgeschichte angesehen (Bericht von der Inauguration Präsident William McKinleys 1897) Amet hatte darauf bestanden, dass jeweils ein mit dem Projektor vertrauter Vorführer die Vorstellungen absolviert. Joseph Bell war so ein Vorführer der ersten Stunde. 1899 kaufte Spoor die Rechte am Kinodrome von Amet und sie trennten sich. 1904 gründete Spoor die Vertriebsgesellschaft National Film Renting Bureau, den ersten eigentlichen Filmverleih.
Die ständig steigende Nachfrage versuchte er mit der Gründung der Firma Essanay zu befriedigen. Zusammen mit Gilbert M. Anderson produzierte er vor allem die populären Broncho-Billy-Western und frühe Slapstick-Filme. 1918 stellten Essanay Vertrieb und Produktion ein. In den 1920er Jahren investierte Spoor zusammen mit P. John Berggren Geld und Zeit in die Entwicklung von Natural Vision, einem frühen Breitwand- und 3-D-Vorführsystem, mit dem allerdings nur vier Filme gedreht wurden, darunter 1930 Danger Lights für RKO.
Spoor erhielt 1948 neben William Nicholas Selig, Albert E. Smith und Thomas Armat einen Ehrenoscar als „Pionier, dessen Glaube an ein neues Medium und dessen Beiträge zu seiner Entwicklung den Weg bereiteten, den der Film seitdem beschritten hat“.